# Сіуанські мови
 Сіуанська мовна сім'я (англ. Siouan) — індіанська мовна родина, що охоплює біля двох десятків мов і займає суцільним обширом більшу частину прерій, а також має кілька анклавів на атлантичному узбережжі і на південному сході США.
Мови катауба і уоккон південного сходу США зараз розглядаються як віддалена група сіуанської сім'ї.
Інші мови родини поділяються на чотири групи — південно-східну, долини Міссісіпі, верхів'їв Міссурі та мандан.
Найбільшою є група долини Міссісіпі, яку в свою чергу поділяють на 4 підгрупи — дхегіхе, чівере, віннебаго та дакота.
Ймовірною є спорідненість сіуанських мов з ірокезькими та каддоанськими. Інші об'єднання цієї родини зараз вважаються або помилковими, або ж недостатньо обґрунтованими. Мова ючі, яку раніше включали до сім'ї, зараз вважається ізолятом.